# Stane Dolanc

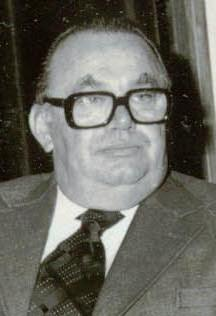
Stane Dolanc (1978)

Stane Dolanc (* 16. November 1925 in Hrastnik, Königreich der Serben, Kroaten und Slowenen; † 12. Dezember 1999) war ein jugoslawischer Politiker.

## Leben
Stane Dolanc schloss sich 1944 der Jugoslawischen Volksbefreiungsarmee an und studierte nach dem Ende des Zweiten Weltkrieges Rechtswissenschaften an der Universität Ljubljana, danach Politikwissenschaft an mehreren Universitäten im Ausland. In den Jahren 1960 bis 1969 war er Direktor der Hochschule für Politische Wissenschaften in Ljubljana, wo er auch als Professor tätig war.
Ab 1969 gehörte er dem Präsidium des Bundes der Kommunisten Jugoslawiens an. In den Jahren 1982 bis 1984 war er Innenminister der Sozialistischen Föderativen Republik Jugoslawien, danach war er Vertreter der Sozialistischen Republik Slowenien im jugoslawischen Staatspräsidium. 1989 zog er sich ins Privatleben zurück. Er galt als Gegner sowohl liberaler als auch nationalistischer Bestrebungen.

## Werke
- Der Bund der Kommunisten Jugoslawiens im Selbstverwaltungssystem, 1975